# ミラノ市電4900形電車
ミラノ市電4900形電車（ミラノしでん4900がたでんしゃ）、通称「ジャンボトラム（Jumbotram）」は、イタリアの都市・ミラノの路面電車（ミラノ市電）の車両。高規格の路面電車路線への導入を前提に開発・導入された経緯を持ち、2010年代以降は大規模な更新工事も進められている。

## 概要

### 導入までの経緯
1970年代初頭、ミラノで公共交通機関を運営していたミラノ市営路面電車会社（現：ミラノ市交通公社）は、高額の建設費用がかかる地下鉄に代わる交通機関として、地上軽地下鉄路線（metropolitana leggera di superficie、MLS）の導入も視野に入れた路面電車（ミラノ市電）の発展計画を進めていた。これを受け、ブレーダは1971年にMLSでの運用を考慮した新型車両を提案した。これは車内の一部の床上高さを抑えた部分超低床電車で、当時としては画期的な構造であったが、それ故に導入の際のリスクが懸念され、更に台車間距離の長さの関係上、従来のミラノ市電の路線網への導入が不可能という問題を抱えており、実現する事は無かった。
そこで、ミラノ市営路面電車会社は方針を転換して、従来の高床式の構造を維持しながらも輸送力を高めた3車体連接車の導入を決定し、まず既存の車両の車体を流用した4800形が製造された。そして、これらの車両が高評価となった事を受け、イタリアの各企業によって構成されたコンソーシアム「グルッポ・アジェンテ・イタリアーネ（Gruppo Aziende Italiane、GAI）」へ合計100両の新型3車体連接車の発注を実施した。これを受けて製造が行われたのが4900形「ジャンボトラム」である。

### 構造
片運転台式の3車体連接車である4900形の車体デザインの特徴は、車体の前後が乗降扉がある側へ偏っている、左右非対称構造になっている事である。これはMLSでの運行に備え、乗降扉をプラットホームと平行に配置し隙間を減らすためである。これらを含め、4900形は従来の車両と比べ角ばった形状の車体を有している。全長は4800形（27,890 mm）よりも長い29,010 mmで、軽合金製の車体や動力台車に備わった高出力の主電動機により、最高速度60 km/hでの走行が可能となっている。
製造はコンソーシアムに参加した2社を中心に実施され、最初の50両（4900 - 4949）はフィアットの鉄道部門であったフィアット・フェッロヴィアリアが、後半の50両（4950 - 4949）はスタンガ機械工場が製造を担当した。両社はそれぞれ異なる電気機器メーカーの部品を用いている。

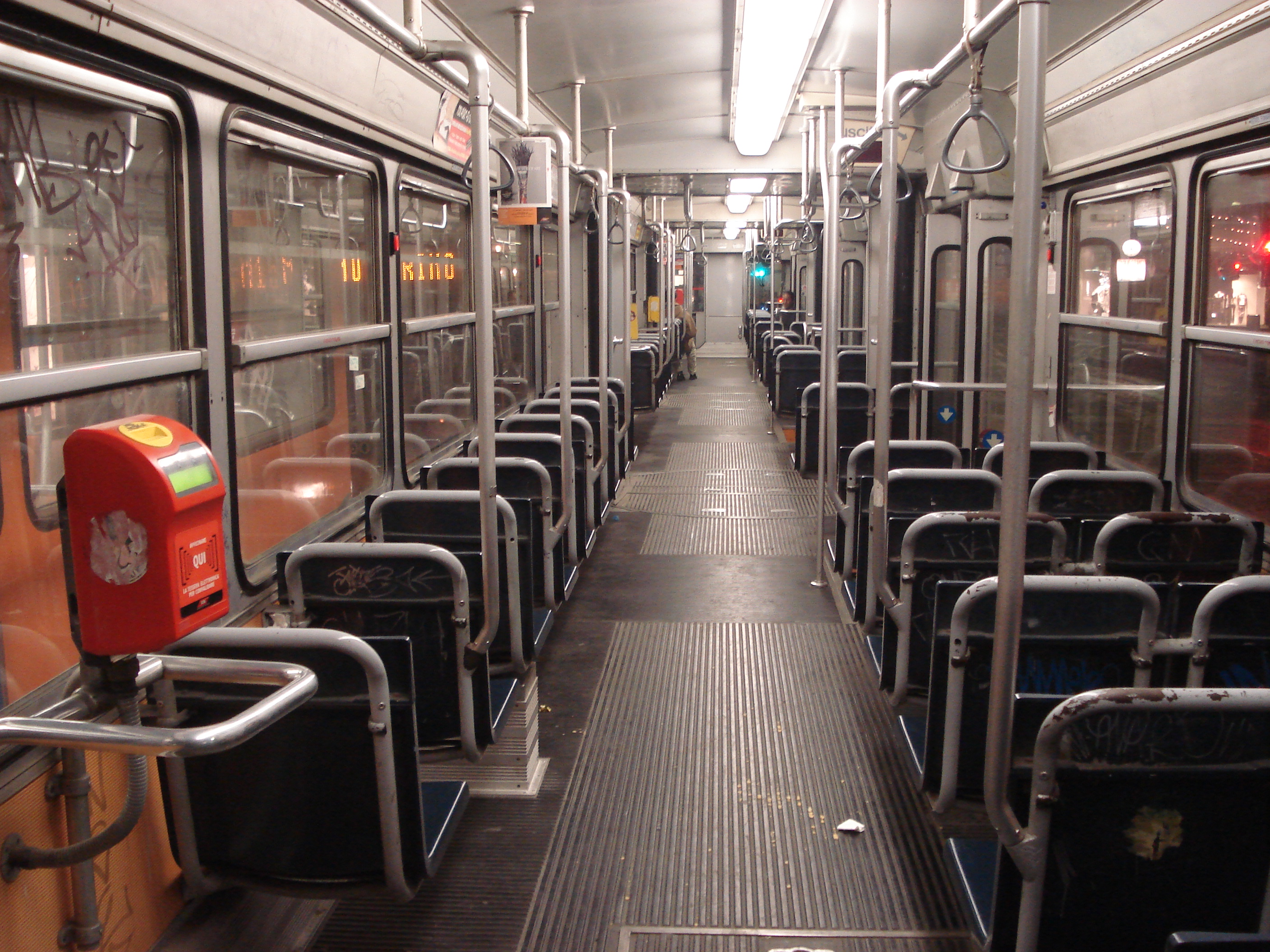
車内
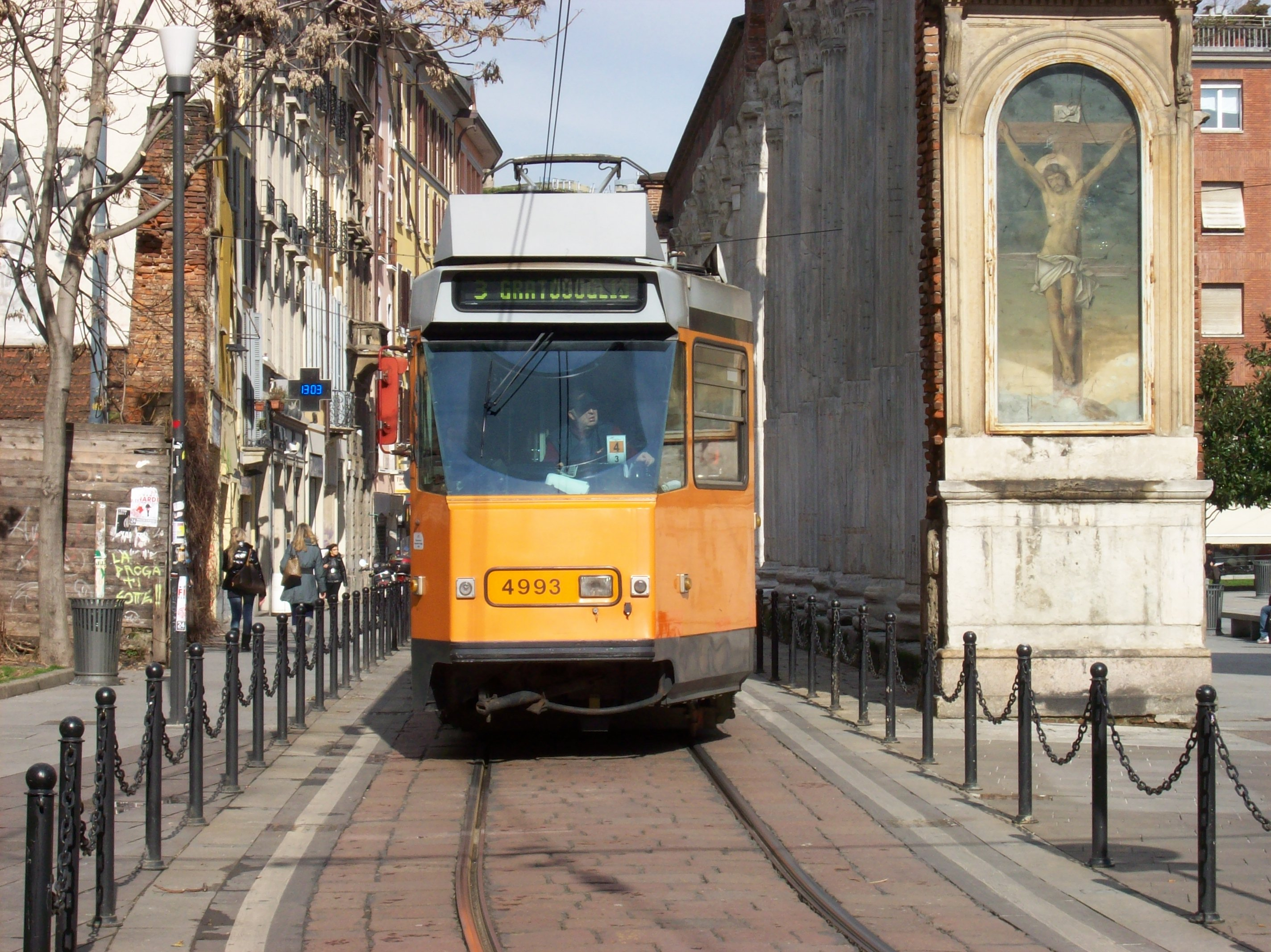
乗降扉側に偏っている前方（2011年撮影）
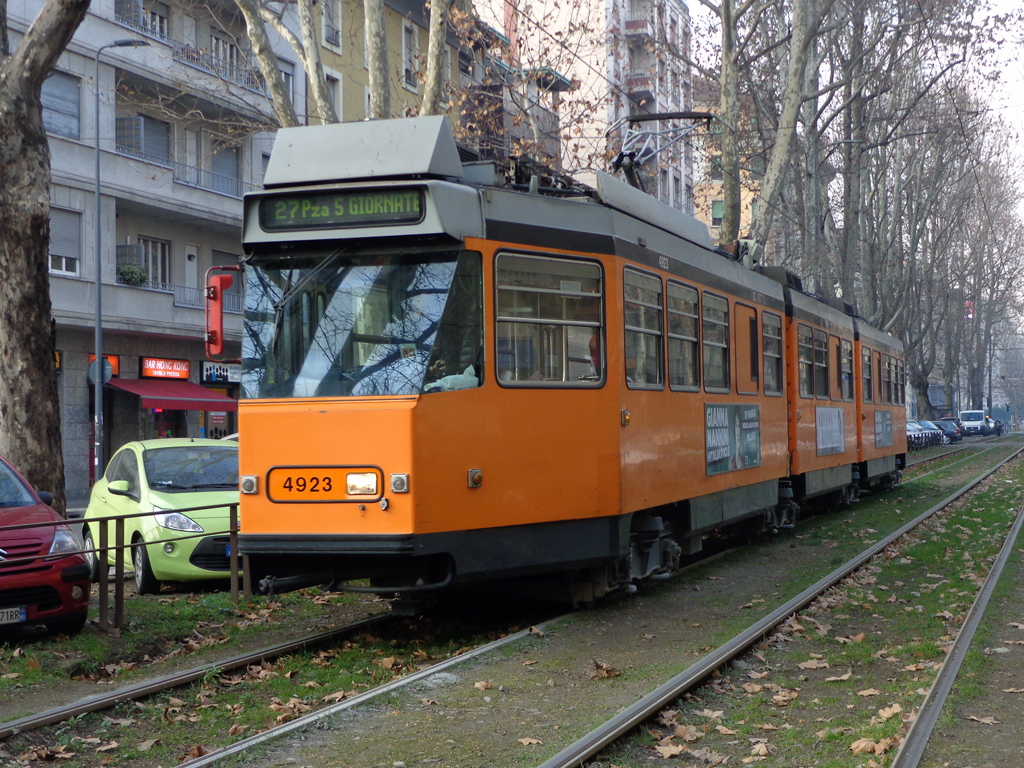
車体左側には乗降扉が存在しない（2015年撮影）

## 運用
最初の車両は1976年に完成し、試運転を経て翌1977年から営業運転を開始した。以降、1979年までに全100両が揃っている。だが、使用が予定されていたMLSの路線は計画のみに終わり、4900形は既存の路面電車路線で使用される事となった。その際、曲線走行時に車体後部が歩道側に大きくはみ出る事が判明したため、1982年から1984年にかけて後部車体の端部を左右対称にする改修工事が実施されている。

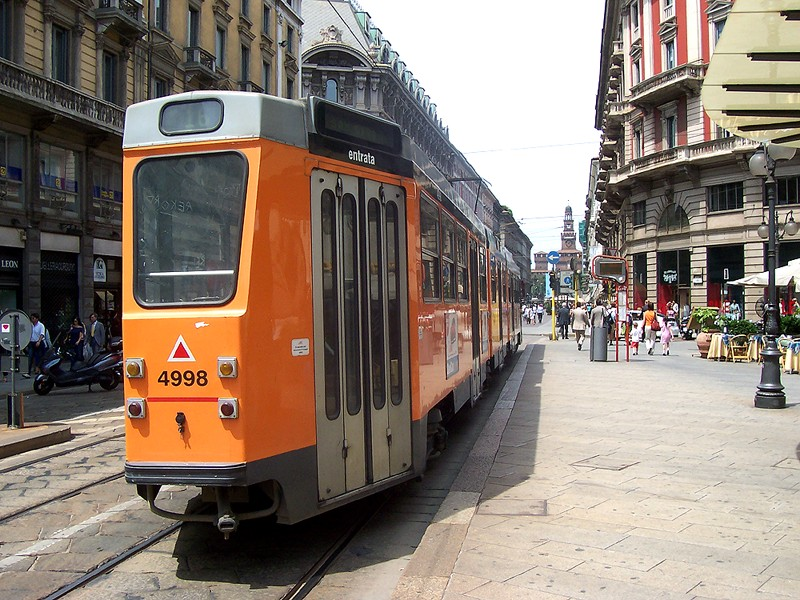
左右対称の構造となった後部（2009年撮影）
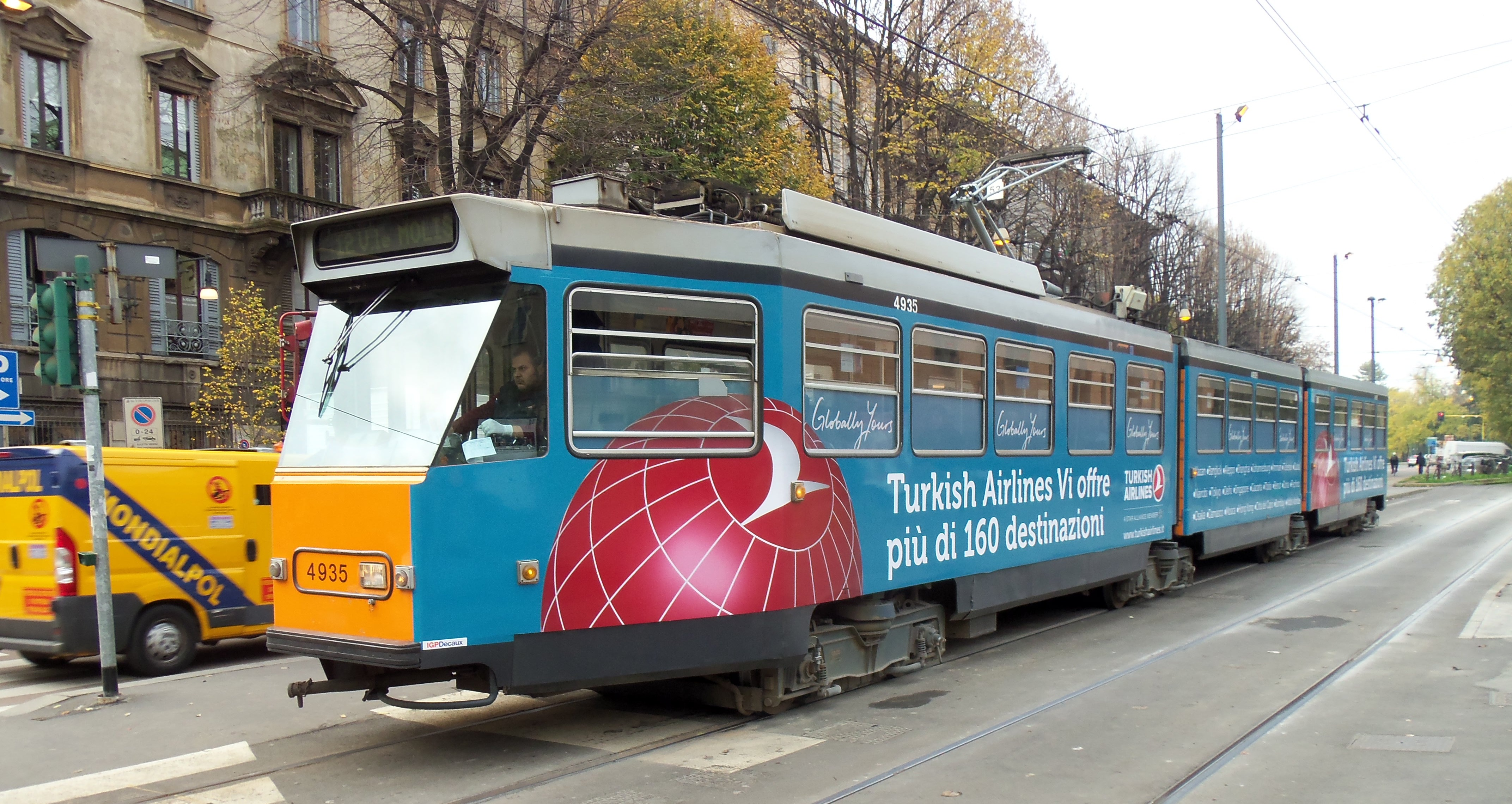
広告塗装（2010年撮影）

その後も4900形は長期に渡り使用され、2000年代には空調装置の設置も行われた。そして、新型車両と比較して費用が削減できる事から、2010年代以降大規模な更新工事が実施される事となった。内訳は塗装変更、車体前後の形状変更、制御装置のインバータ制御方式への変更やそれに伴う回生ブレーキの導入、車椅子用リフトの設置、車内外の改修工事など多岐に渡る。アンサルドブレーダ（現：日立レール）によってこれらの工事が行われた車両は2014年から順次営業運転に投入されており、51両がこの更新工事の対象となっている。

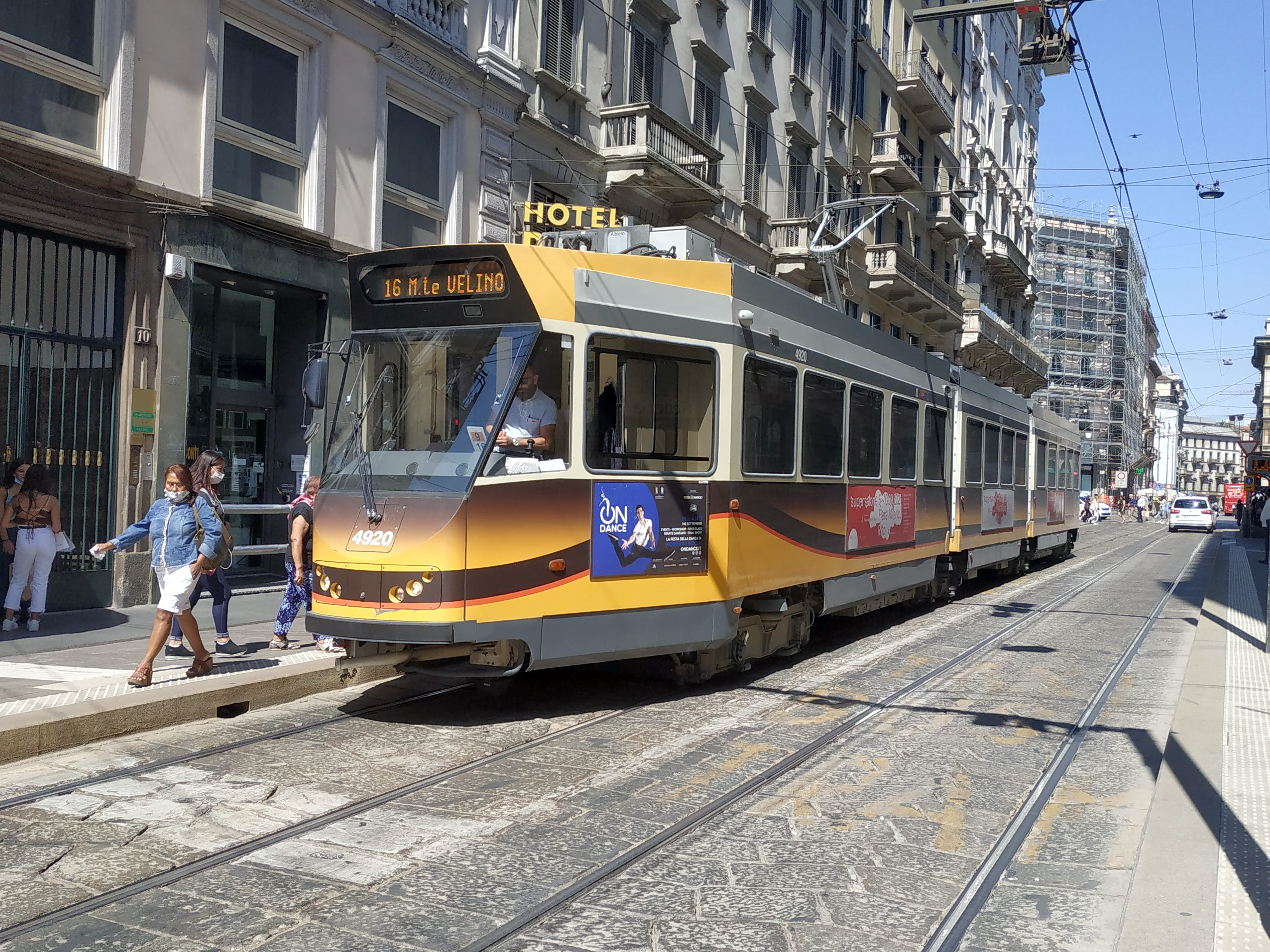
更新車両（4920）（2021年撮影）
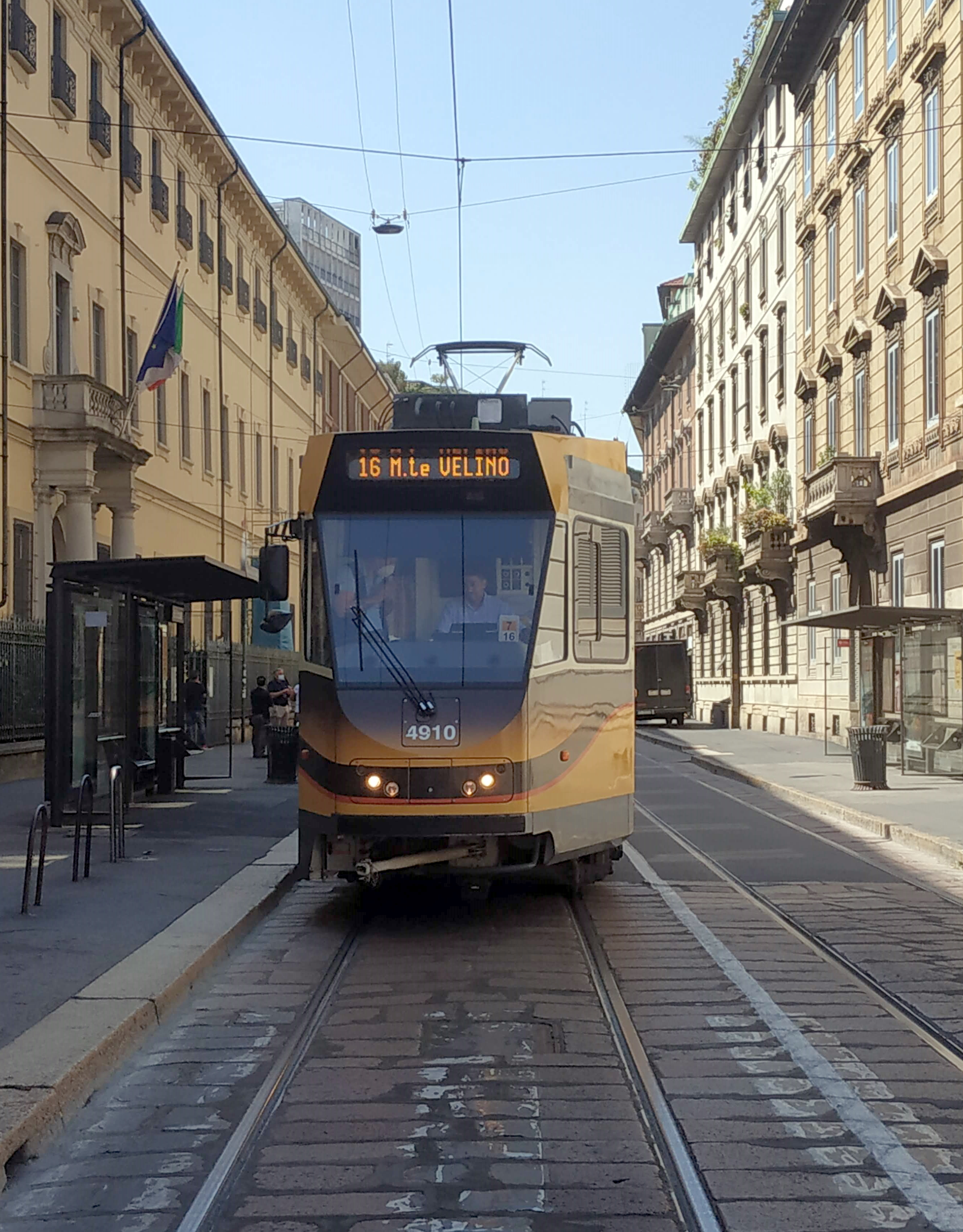
形状が変更された前方部分（4910）（2021年撮影）
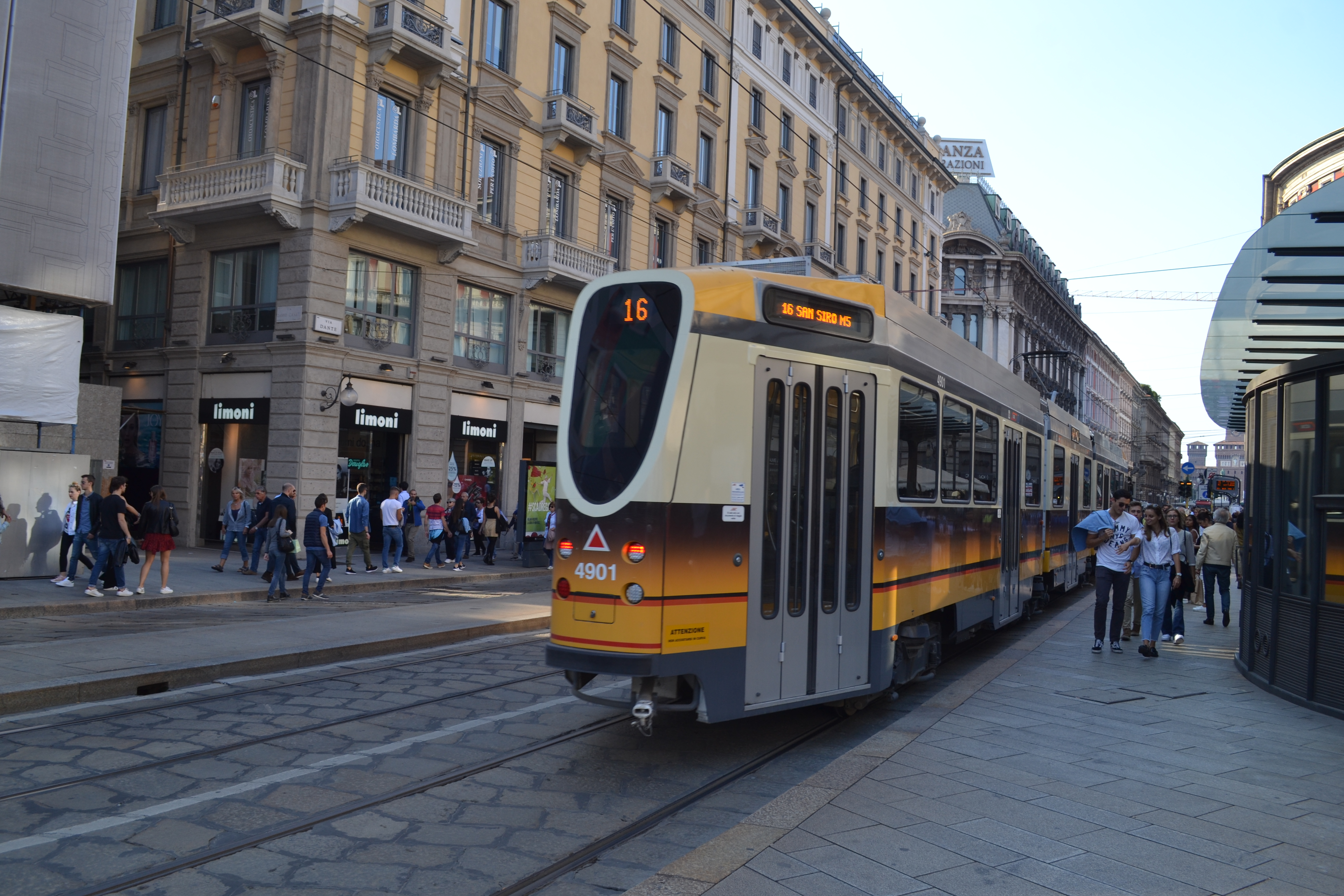
後部も形状が変更された（4901）（2018年撮影）
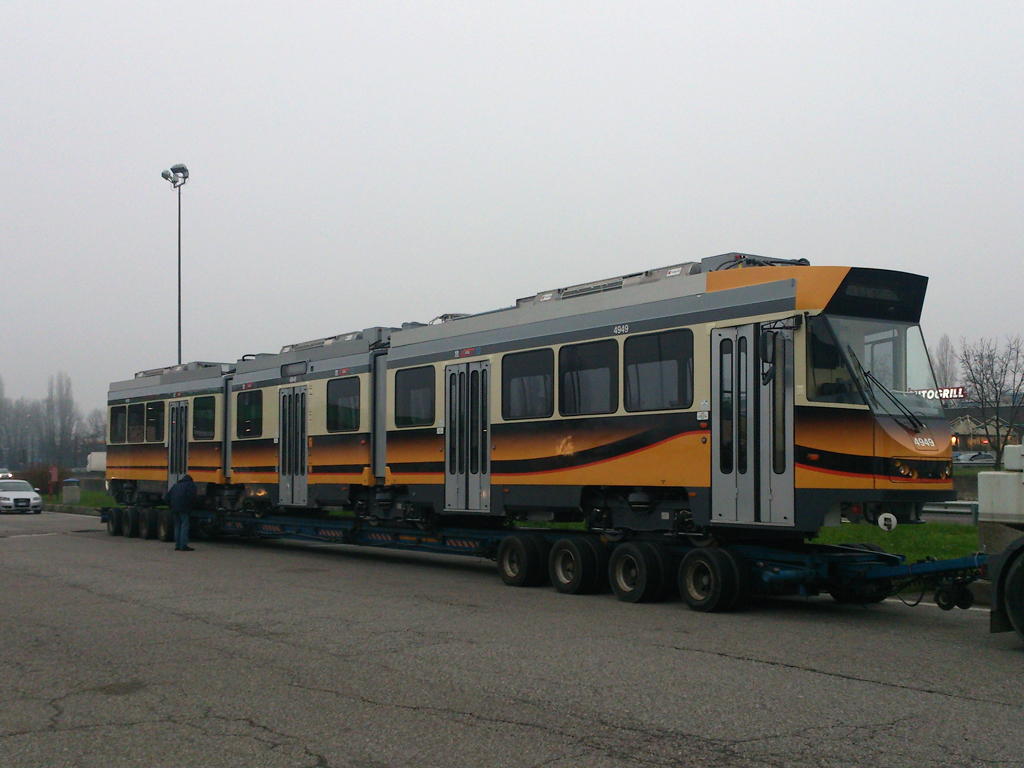
更新工事を終えて搬出される車両（4949）（2014年撮影）

## 参考資料
- Giovanni Klaus Koenig (May 1985). Il tram a pianale ribassato: storia e sviluppi. Ingegneria Ferroviaria
- Giovanni Cornolo; Giuseppe Severi (1987). Tram e tramvie a Milano 1840-1987. Azienda trasporti municipali
- Azienda Trasporti Municipali (20 November 1993). Materiale Rotabile Tranvirio (PDF) (Report). 2022年3月7日時点のオリジナル (PDF)よりアーカイブ。2024年12月9日閲覧。